# 쭝꽝
쭝꽝(베트남어: Trùng Quang / 重光 중광 / 1409년 3월 ~ 1413년 11월)은 베트남 후 쩐 왕조(後陳朝) 중광제(重光帝) 쩐꾸이코앙(陳季擴)의 연호이다. 《기원편》(紀元編)에는 카인응우옌(베트남어: Khánh Nguyên / 慶元 경원)으로도 적혀있다. 명나라 군대를 피하던 중에 생포 된 후에 압송돠었지만, 도중에 자결하면서 후 쩐 왕조는 멸망한다.

## 개원
- 흥카인(興慶) 3년 3월 17일[1](1409년 4월 2일)에 연호를 쭝꽝(重光)으로 개원함.[2][3]

- 쭝꽝(重光) 5년(1413년) 11월에 중광제와 권신들이 생포되면서, 쭝꽝 연호가 중지됨.[2][3]

## 연대 대조표
| 쭝꽝 | 서기(西紀) | 간지(干支) | 명나라 연호    |
| 원년 | 1409년     | 기축(己丑) | 영락(永樂) 7년 |
| 2년  | 1410년     | 경인(庚寅) | 영락 8년       |
| 3년  | 1411년     | 신묘(辛卯) | 영락 9년       |
| 4년  | 1412년     | 임진(壬辰) | 영락 10년      |
| 5년  | 1413년     | 계사(癸巳) | 영락 11년      |

## 동시대 연호

### 중국
명(明)
- 영락(永樂) (1403년 ~ 1424년)

### 일본
- 오에이(應永) (1394년 ~ 1428년)

## 같이 보기
- 다른 왕조의 같은 연호
  - 고창국(高昌國) 중광(重光, 620년 ~ 623년)

- 베트남의 연호